# Заноза (фильм, 2008)
«Заноза» (англ. Splinter) — американский фильм ужасов 2008 года, снятый режиссёром Тоби Уилкинсом. Премьера в России состоялась 2 июля 2009 года.

## Сюжет
Служащий небольшой бензозаправочной станции отходит от рабочего места, чтобы отдохнуть поблизости, на лужайке. Неожиданно он слышит подозрительный шорох и делает несколько шагов по траве в попытке разглядеть источник звуков. Внезапно на него набрасывается заражённая непонятным вирусом собака и с остервенением впивается зубами ему в ногу.
Супружеская пара Сетт Бейзер и Полли Уотт, выехав на природу на своём автомобиле, собираются провести ночь под открытым небом. Но Сетт не может разложить палатку, а вокруг полно комаров, и поэтому они решают перебраться в ближайший мотель. По дороге Сетт Бейзер, биолог по образованию, рассказывает жене о многолетней истории леса. Его красавица-жена Полли сетует на то, что он только и читает о природе, а к ней почти не проявляет интерес. Их внимание привлекает необычное дерево, которому, по мнению биолога, не менее двухсот лет.
Повествование о путешествии Сетта и Полли перемежается кадрами, показывающими другую пару, которая также совершает автопутешествие неподалёку от места действия. Это люди с криминальным прошлым Деннис Фарей и Лэси Белиси. У них ломается машина, и они вынуждены идти по лесу пешком.
Затем обе пары пересекаются. Лэси, жестикулируя на обочине дороги, останавливает машину Сетта и Полли. Не подозревающая подвоха супружеская пара оказывается захваченной матёрыми преступниками. Деннис, угрожая пистолетом, заставляет Сетта пересесть на заднее сиденье, а его жене приказывает сесть за руль и вести машину.
По дороге выясняется, что Деннис — разыскиваемый по всей Америке преступник. Его цель — сбежать в Мексику вместе со своей подругой-наркоманкой. Вчетвером они едут по безлюдной дороге в сторону границы. Внезапно машина сталкивается с каким-то живым существом, быстро промелькнувшим в свете фар. Лэси требует, чтобы Сетт вышел из машины и помог пострадавшему. Биолог не сомневается, что животное уже давно испустило дух, но по требованию Лэси пытается оказать первую помощь. Неожиданно бесформенное тело начинает шевелиться и пробует наброситься на его протянутую руку Сетта так, что он едва успевает её отдёрнуть, а из кровавой массы быстро растут острые шипы.
Поняв опасность, Сетт и Лэси в страхе бегут к машине. Тем временем Деннис и Полли меняют колесо, проколотое шипами. Одним из этих шипов Деннис ранит руку. Все садятся в машину и немедленно уезжают. Добравшись до первой бензоколонки, герои останавливаются. Выясняется, что офис бензоколонки пуст. Дэннис и Лэси собираются прихватить всё необходимое и уехать, не заплатив. В туалете Лэси обнаруживает окровавленное мёртвое тело мужчины, из которого торчат шипы. Она в страхе убегает, но увидев её мертвец поднимается и принимается ковылять в её сторону.
Поначалу Лэси никто не верит, но внезапно мертвец нападает на них. Им оказывается тот самый бензозаправщик, убитый в начале фильма. Он жестоко расправляется с Лэси, однако обезумевшим от страха Деннису, Полли и Сетту удаётся спрятаться в здании магазинчика, заперев дверь изнутри. Полли хочет позвонить в полицию, но Деннис разбивает телефон вдребезги, боясь быть арестованным. Заметив на экране монитора безопасности, что тело Лэси шевелится, Деннис пытается выйти из офиса и спасти подругу, но та нападает на него. Ему едва удаётся спастись, захлопнув входную дверь, но часть руки от мёртвого тела Лэси отломилась и попала внутрь помещения. Рука начинает шевелиться, впитывая в себя кровь из лужи на полу, которая приобрела чёрный цвет.
Биолог Сетт заинтригован этим необычным явлением. Как учёный, он вдруг понимает, что даже часть этого мёртвого заражённого тела обладает ускоренным метаболизмом и может регенерироваться, то есть полностью восстанавливаться, впитав чужую кровь. Сетт делает вывод, что эта зловещая сущность — нечто среднее между вирусом и паразитом. Окровавленное тело Лэси тем временем забирается на крышу, пытаясь найти доступ к трём потенциальным жертвам. Постепенно Деннис, Сетт и Полли перестают чувствовать себя противниками, и между ними возникает чувство солидарности.
Разрабатывая план побега, находящиеся внутри пробуют отступление, но задняя дверь оказывается закрыта. Полли и Деннис решают поджечь лес, чтобы привлечь внимание пожарных, хотя огонь на бензоколонке чреват взрывом. Уже устроив ручеёк из горючей жидкости, они вдруг видят женщину-шерифа, вооружённую пистолетом.
Она намеревается арестовать Денниса, ошибочно предполагая, что другая пара — это захваченные им заложники. Все вместе они пытаются убедить женщину как можно скорее скрыться в своей полицейской машине, но она им не верит. Неожиданно окровавленное тело Лэси прыгает с крыши бензоколонки на шерифа. Растерзав её, чудовище утаскивает на крышу верхнюю часть её тела, ассимилируя его. У Сетта появляется идея оповестить полицию о случившемся по полицейской рации, он пытается достать рацию через окошечко для кассы, но неудачно.
Рука полицейской соединяется с рукой Лэси, и вместе они образуют нечто, способное быстро и самостоятельно передвигаться. Полли и Сетт пытаются спастись от этого чудовища. Деннис предлагает спрятаться на складе бензоколонки, там у него начинается заражение руки. Ранее он скрывал её, говоря, что просто порезался. Однако сейчас его окровавленная рука начинает неестественно выламываться, и из неё растут шипы. Сетт помогает ему ампутировать её.
Постепенно Сетт начинает понимать, что эти странные существа находят свои жертвы, реагируя на тепло. Исходя из этого, он придумывает способ добыть находящуюся внутри автомашины рацию. Необходимо охладить своё тело до температуры ниже той, что на улице (34 °C), но выше, чем предел, опасный для здоровья человека (30 °C). С этой целью он покрывает своё тело мешками со льдом. Достигнув оптимальной температуры, дрожа от холода и еле передвигая ноги, Сетт выходит из помещения бензоколонки, в то время как Деннис и Полли пытаются отвлечь внимание страшного существа с помощью зажжённых файеров. Наконец он доходит до машины, рассыпав по дороге весь лёд, однако обнаруживает, что рация не работает. Тем временем его температура начинает неуклонно повышаться, приближаясь к нормальной величине. Это привлекает внимание монстра, который начинает слепо, на ощупь подкрадываться к нему. Деннис и на этот раз спасает Сетта, выйдя наружу с зажжённой свечой, и таким образом отвлекает внимание чудовища на себя.
Сетт возвращается из машины с ружьём и пистолетом. Они стреляют по монстру, но тот всё продолжает нападать. Деннис решает пожертвовать собой, понимая, что он заражён и что у него нет шансов выжить. Когда остальные уезжают, Деннис стреляет из дробовика по бензозаправочному баку. Взрыв уничтожает бензозаправочную станцию, его самого, а также чудовище, которое их терроризировало.
В конце фильма показан флешбэк, в котором Сетт и Полли обсуждают странное дерево. Камера приближается, и видно, что из дерева медленно вырастают шипы. Рядом показана жертва — собака, которая начинает подёргиваться в агонии. Значит, опасность для случайных путешественников ещё не миновала…

## В ролях
| Актёр          | Роль                 |
| -------------- | -------------------- |
| Джилл Вагнер   | Полли Уотт           |
| Пауло Костанцо | Сет Белзер           |
| Шей Уигем      | Деннис Фарелл        |
| Рэйчел Кербс   | Лейси Белайл         |
| Лорел Уитсетт  | шериф Терри Франкел  |
| Чарльз Бейкер  | Блейк Шерман-младший |

## Художественные особенности
Чудовища этого фильма — неклассические. Они по сути являются мёртвыми телами, передвигающимися за счёт растущего внутри них организма. Их части тела могут двигаться отдельно от целого (отделённая часть руки Лэси, регенерируя, отращивает ещё несколько пальцев, которые превращаются в некое подобие ножек).
Что собой представляет «заноза» — вирус, микроорганизм или что-то иное — в фильме не объясняется. Заражение «занозой» осуществляется через прорастающие из мёртвого тела иголки. Заразиться можно, просто уколовшись. Однако для того, чтобы «заноза» быстро и полностью овладела телом жертвы, требуется, по-видимому, несколько уколов одновременно (Дэннис уколол только палец, и поэтому сразу не умер, а продолжал себя контролировать до самого конца). Наиболее близка эта концепция художественным приемам в фильмах «Нечто» и «28 дней спустя».

## Отзывы
Фильм Тоби Уилкинса получил 76% рейтинг одобрения, на основе 37 рецензий согласно сайту Rotten Tomatoes. Консенсус сайта гласит «Никогда не воспринимая себя слишком серьезно, «Заноза» оценивается как быстро развивающийся, веселый триллер с более чем достаточным количеством пугающих моментов». На сайте Metacritic фильм же имеет 58 баллов из 100 возможных, на основе 13 рецензий.
Дэвид Эделстайн из New York Magazine отметил что несмотря на «клишированность» проекта, общие впечатления от фильма «впечатляюще нервируют». 

## Награды и номинации
| Год  | Премия                                        | Категория                    | Номинант(ы)                 | Результат | Примечания |
| ---- | --------------------------------------------- | ---------------------------- | --------------------------- | --------- | ---------- |
| 2008 | Screamfest Horror Film Festival               | Лучшая режиссура             | Тоби Уилкинс                | Победа    | [ 9 ]      |
| 2008 | Screamfest Horror Film Festival               | Лучший монтаж                | Дэвид Майкл Морер           | Победа    | [ 9 ]      |
| 2008 | Screamfest Horror Film Festival               | Лучший макияж                | Оззи Альварес               | Победа    | [ 9 ]      |
| 2008 | Screamfest Horror Film Festival               | Лучшая музыкальная партитура | Элиа Кмирал                 | Победа    | [ 9 ]      |
| 2008 | Screamfest Horror Film Festival               | Лучшая картина               | Тед Кробер, Кай Бэрри       | Победа    | [ 9 ]      |
| 2008 | Screamfest Horror Film Festival               | Лучшие спецэффекты           | н/д                         | Победа    | [ 9 ]      |
| 2009 | Премия «Сатурн»                               | Лучший фильм ужасов          | н/д                         | Номинация | [ 10 ]     |
| 2009 | Scream Awards                                 | Лучший фильм ужасов          | н/д                         | Номинация | [ 11 ]     |
| 2009 | Scream Awards                                 | Самое запоминающиеся увечье  | н/д                         | Номинация | [ 11 ]     |
| 2009 | A Night of Horror International Film Festival | Лучший фильм                 | н/д                         | Победа    | [ 12 ]     |
| 2009 | A Night of Horror International Film Festival | Лучшие спецэффекты           | н/д                         | Победа    | [ 12 ]     |
| 2009 | A Night of Horror International Film Festival | Лучший актёр                 | Шей Уигем                   | Победа    | [ 12 ]     |
| 2010 | Fangoria Chainsaw Awards                      | Лучший макияж/Creature FX    | Джастин Рэли, Оззи Альварес | Победа    | [ 13 ]     |

### Комментарии
1. ↑  За сцену с ампутацией руки